# Mike Carabello
Michael Carabello (n. 18 noiembrie 1947) este un muzician american, care a activat ca unul din cei trei percuționiști ai trupei Santana alături de Michael Shrieve și José Areas în intervalul 1968–1971, perioadă în care s-au înregistrat primele trei albume: Santana, Abraxas și Santana III.
1. ↑  Montreux Jazz Festival Database[*] Verificați valoarea |titlelink= (ajutor);